# Хоель Санчес Рамос
Хоель Санчес Рамос (ісп. Joel Sánchez, нар. 17 серпня 1974, Гвадалахара) — мексиканський футболіст, що грав на позиції захисника.
Виступав, зокрема, за клуб «Гвадалахара», а також національну збірну Мексики. Учасник чемпіонату світу 1998, бронзовий призер двох Кубків Америки та переможець Кубка конфедерацій 1999 року.

## Клубна кар'єра
Санчес народився в Гвадалахарі та почав кар'єру в місцевому клубі з однойменною назвою. 20 березня 1994 року в матчі проти «Толуки» Хоель дебютував у мексиканській Прімері. У перших сезонах він отримував трохи ігрового часу і став гравцем основного складу лише у сезоні 1995/96. У 1997 році він виграв свій перший чемпіонат у складі «Чівас».
Влітку того ж року Хоель перейшов до «Америки», але протягом трьох сезонів так і не зміг до кінця адаптуватися в команді і в 2000 році повернувся в «Гвадалахару». У рідному клубі він провів три сезони і в кінці 2003 року перейшов в «Веракрус». 1 серпня 2004 року в матчі проти «Америки» Санчес дебютував за новий клуб. У тому ж році він перейшов в «Дорадос де Сіналоа», але вже влітку 2005 повернувся в «Веракрус».
У сезоні 2006/07 Хоель підписав контракт з клубом «Керетаро», в якому провів один сезон, після чого відправився в довгострокову оренду в «Естудіантес Текос» зі свого рідного міста. 4 серпня 2007 року в матчі проти «Пачуки» Санчес дебютував за новий клуб і в цьому ж поєдинку забив свій перший гол за команду. У 2010 році захисник повернувся в «Керетаро», але не встигнувши зіграти і матчу був знову відправлений в оренду у «Веракрус». 24 липня 2010 року в матчі проти «Універсідад Гвадалахара», він дебютував за клуб. За сезон він взяв участь лише в 7 зустрічах і влітку 2011 року вирішив завершити кар'єру.

## Виступи за збірні
1993 року залучався до складу молодіжної збірної Мексики.
23 жовтня 1996 року дебютував в офіційних іграх у складі національної збірної Мексики в товариському матчі проти збірної Еквадору. В наступному році Хоель у складі національної команди посів третє місце на Кубку Америки у Болівії. 8 листопада в поєдинку проти збірної Гватемали захисник забив свій перший гол за збірну.
У 1998 році Санчес був включений в заявку команди на поїздку у Францію на чемпіонат світу. На турнірі він взяв участь у двох матчах групового етапу проти збірних Бельгії та Нідерландів. В наступному році Хоель виграв домашній Кубок Конфедерацій і зайняв третє місце на Кубку Америки у Парагваї.
Протягом кар'єри у національній команді, яка тривала 4 роки, провів у формі головної команди країни 32 матчі, забивши 3 голи.

### Голи за збірну Мексики
| #   | Дата             | Місце             | Противник | Результат | Змагання         |
| --- | ---------------- | ----------------- | --------- | --------- | ---------------- |
| 01. | 8 листопада 1998 | Лос-Анджелес, США | Гватемала | 2:2       | Товариський матч |
| 02. | 11 березня 1999  | Лос-Анджелес, США | Болівія   | 2:1       | Nike U. S. Cup   |
| 03. | 11 березня 1999  | Лос-Анджелес, США | Болівія   | 2:1       | Nike U. S. Cup   |

## Досягнення
Клубні
 «Гвадалахара»
- Чемпіон Мексики: 1997

Міжнародні
 Мексика
- Срібний призер Ігор Центральної Америки та Карибського басейну: 1993
- Бронзовий призер Кубка Америки: 1997, 1999
- Володар Кубка конфедерацій: 1999